# Microcebus simmonsi
Microcebus simmonsi — вид лемуровидих приматів.

## Опис
Це найбільший серед Microcebus східного узбережжя. Тіло від темно-червоно-коричневого до помаранчевого з чорним наконечником волосся на маківці, а іноді й смугою, що спускається вниз до середини спини. Існує відмінна біла пляма на морді. Живіт від сірувато-білого до білого.

## Середовище проживання
Відомий тільки з регіонів Betampona, Zahamena і Tampolo на північному сході Мадагаскару, типова місцевість знаходиться на 965 м над рівнем моря. Цей вид житель східного низовинного тропічного лісу. Він ще не був вивчений у дикій природі.

## Загрози та охорона
Цей вид знаходиться під загрозою втрати і деградації середовища проживання від розширення сільського господарства. В даний час відомий тільки з двох заповідників (Betampona і Zahamena) і Національного парку Zahamena.